# Piero Dalle Ceste
Piero Dalle Ceste (Refrontolo, 1912 – Torino, 1974) è stato un pittore italiano, molto attivo a Torino e in Piemonte.
Cresciuto a Refrontolo, in provincia di Treviso studiò e, successivamente ne ottenne anche la cattedra, presso l'Accademia Albertina di Torino.

Oltre che a varie opere laiche, fu commissionato per numerosissime raffigurazioni sacre. Tra le più famose:
- affreschi Chiesa della S.S. Annunziata, a Torino
- affreschi Santuario di Maria Ausiliatrice, a Torino
- Ciclo di affreschi nel presbiterio e nel catino absidale della Chiesa Parrocchiale Assunzione Maria Vergine di Caramagna Piemonte(CN) (ex antica abbazia Santa Maria sec. XI)
- affresco Chiesa S.M. della Valle, a Cunico (AT)
- interno del Santuario di Santa Rita, a Torino
- pale d'altare del Santuario di San Giuseppe Marello ad Asti [1] e di santa Chiara a Bra (CN)[2]
- quadri del Colera del 1855 e Madonna del Rosario nella chiesa parrocchiale di Refrontolo [3]
- Affreschi nelle absidi della Parrocchia Maria Regina della Pace di Torino, di cui ripensò anche tutta la decorazione interna
- mosaico sulla facciata della Chiesa di San Giovanni Bosco (Torino)